# 大口広司
大口 広司（おおぐち ひろし、1950年11月28日 - 2009年1月25日）は、埼玉県出身でグループ・サウンズ『ザ・テンプターズ』およびロックバンド『ウォッカ・コリンズ』のドラマー。その後は俳優業へ転身する傍ら、一時は服飾デザイナーとしても活動した。

## 来歴・人物
埼玉県川口市出身。早稲田実業に在学中の1967年、ザ・テンプターズのドラマーとして16歳でプロデビューし、高校を中退。1970年、ザ・テンプターズが解散。翌1971年、井上堯之、大野克夫、萩原健一、岸部修三、沢田研二という錚々たるメンバーと共にPYGを結成し、ドラムスを担当する。
PYG脱退後の1972年、内田裕也のライブツアー参加時に意気投合したアラン・メリルとウォッカ・コリンズを結成（1974年にメリルの渡英で解散したが、1996年のメリル再来日時に、かまやつひろしと加部正義も含めて再結成した）。その後、初期のプラスチックスにドラマーとして参加したり、元ザ・テンプターズ/PYGの盟友である萩原健一のバックバンドでもドラムスを叩いたりした他、数々のセッションをこなした。
一方で1970年代に入ってからは活動の幅を広げ、TBSのドラマ「時間ですよ」で俳優デビュー。萩原健一が主演の「前略おふくろ様」では、室田日出男が率いるピラニア軍団と共演、「風の中のあいつ」では、黒駒の勝三（萩原健一）の子分役として出演した。このドラマの主題歌は、沢田研二が歌っていた。その沢田研二が主演の1975年のドラマ「悪魔のようなあいつ」にも出演している。
1983年、女優の真行寺君枝と結婚。1984年、大麻所持容疑で逮捕および起訴。1991年、経営していた服飾会社が倒産。1997年、自身撮影による妻・真行寺君枝のヘアヌード写真集を出版して話題となる。
2004年、ドラマ「向田邦子の恋文」の準主役に抜擢され、主演の山口智子や元PYGメンバーの岸部一徳らと共演。向田邦子の恋人役を演じた。
2005年、真行寺君枝と離婚、同年に長年の友人と再婚。
2008年12月と2009年1月、自身が描いた絵画と狩野喜彦（映像作家）の写真との展覧会を開催。
2009年1月25日、肝臓癌により逝去。没年58歳。通夜には沢田研二、岸部一徳、元妻の真行寺らが参列し、葬儀・告別式にはザ・ゴールデン・カップスの加部正義、かまやつひろしらが参列し、故人を悼んだ。なお、亡くなった1月25日には横浜でデイヴ平尾（ザ・ゴールデン・カップス）の追悼イベントが開催されており、沢田や岸部のほか多くのGSメンバーが一堂に会していた。
2010年1月25日、渋谷duo MUSIC EXCHANGEにて、同年11月27日、横浜THE CLUB SENSATIONにて、それぞれ追悼ライブが行われた。
テリー伊藤とは高校の同窓である。

## 出演作品

### 映画
- ザ・テンプターズ 涙のあとに微笑みを（1969年） - 大沢広司
- 青春の蹉跌（1973年）
- アサンテ・サーナ（1974年）
- 化石の森（1974年）
- パリの哀愁（1976年）
- 将軍 SHŌGUN（1980年）
- 夜逃げ屋本舗（1992年） - 阿部徹也
- FRIED DRAGON FISH（1995年）
- KT（2000年）
- 北の零年（2005年） - モノクテ
- Strange Circus 奇妙なサーカス（2005年） - 尾沢剛三
- ラマン（2005年） - 4番目の男
- やわらかい生活（2006年）
- 日本沈没（2006年） - 財務大臣
- 探偵事務所5（2006年） - 爆弾魔
- フリージア（2007年） - 幽霊
- M（2007年）
- オハナ（2007年）
- 遠くの空に消えた（2007年）
- ハブと拳骨（2008年） - 喜場誠吉
- ハード・リベンジ、ミリー（2008年） - ジュウベエ
- 愛のむきだし（2009年） - ロイドマスター
- カフーを待ちわびて（2009年） - 医師

### テレビドラマ
- 時間ですよ（TBS） ※デビュー作品
- 幡随院長兵衛 お待ちなせぇ 第9話（1974年、MBS）
- 傷だらけの天使（1974年 - 1975年、NTV）
  - 第19話「街の灯に桜貝の夢を」 - ヒモ
- 寺内貫太郎一家2 第18話（1975年、TBS） - 孝次
- 風の中のあいつ （1973年 - 1974年 TBS） - 勝蔵の子分（※クレジット表記は「大口宏司」）
- 前略おふくろ様 I・II（1975年 - 1977年、NTV） - 渡辺組・ヒロシ
- 悪魔のようなあいつ（1975年 TBS）
- 気まぐれ天使（1976年、NTV） - 応援部員・林
- 立花登・青春手控え 第19話（1982年 NHK）
- 火曜サスペンス劇場（NTV）
  - 松本清張スペシャル・事故（2002年7月9日） - 警視庁捜査一課・棚橋和博
  - 警視庁鑑識班第19作「老女殺害の秘密を握るラーメン好きの車椅子少年 殺人犯の匂いを追い続ける警察犬と老刑事の執念の道」（2005年5月24日） - 闇金事務所経営・江崎宏樹
- 向田邦子の恋文（2004年 TBS） - 中原歩
- 21世紀日本の課題 司法大改革 あなたは人を裁けますか 第一夜（2005年 NHK）
- 時効警察 第4話（2005年 テレビ朝日） - 犬吠埼温泉スタッフ

## 写真集
- Made in Love （撮影：大口広司、モデル：真行寺君枝 1997年 ぶんか社）

## 脚註
1. ↑  “本日11/28はザ・テンプターズ～PYG～ウォッカ・コリンズのドラマーとして活躍した大口広司の誕生日【大人のMusic Calendar】”. ニッポン放送 NEWS ONLINE. 2025年6月25日閲覧。
2. 1 2  『日本映画俳優全集』キネマ旬報、1979年、448p
3. ↑  元テンプターズ大口広司さんが死去 朝日新聞 2009年1月27日閲覧
4. ↑  “前妻・真行寺君枝に病室で「謝りたかったんだ」 - スポニチ Sponichi Annex 芸能”. スポニチ Sponichi Annex. 2025年6月25日閲覧。
5. ↑  ジュリー沈痛…元バンド仲間の大口広司さん通夜 スポーツ報知 2010年1月30日閲覧
6. ↑  大口広司さん葬儀・告別式 スポーツ報知 2010年1月31日閲覧
7. ↑  “「ザ・テンプターズ」のドラマー、大口広司の1周忌ライブ。”. "Creative Eye". 2025年6月25日閲覧。
8. ↑  “Dedicate to Hiroshi Oguchi : 大口広司に捧ぐ！ « ［横浜・ライブハウス］The CLUB SENSATION”. 2025年6月25日閲覧。